# Hennie Spijkerman
Hennie Spijkerman (Zwolle, 28 ottobre 1950) è un allenatore di calcio, dirigente sportivo ed ex calciatore olandese, di ruolo portiere.